# 虞帝二妃墓
虞帝二妃墓又名舜虞二妃墓，二妃墓，湘妃墓，位于湖南省岳阳市君山岛东侧。相传为虞帝二妃娥皇、女英合葬墓。舜南巡逝于苍梧后，二妃悲痛欲绝，自投湘江，葬在此处。
现二妃墓于清朝光绪七年（1881年）钦差大臣彭玉麟重修，竖有“虞帝二妃之墓”的墓碑。1979年重修。1983年被公布为湖南省文物保护单位。

## 黄陵山二妃墓
岳阳湘阴县三塘镇的黄陵山亦有一座二妃墓。